# Dolmen des Pascarets
Der Dolmen des Pascarets (auch Dolmen de La Borda genannt) ist eine neolithische Megalithanlage. Er liegt in Eyne (katalanisch Eina) kurz vor Cerdanya im Westen des Département Pyrénées-Orientales in Frankreich, nahe der Grenze zu Spanien. Dolmen ist in Frankreich der Oberbegriff für neolithische Megalithanlagen aller Art (siehe: Französische Nomenklatur).
Der Dolmen des Pascarets ist ein einfacher Dolmen (französisch Dolmen simple), bestehend aus drei großen (erhaltenen) vertikalen und einer horizontalen Platte, die eine halb eingetiefte neolithische Kammer bilden. Er ist schwierig zu datieren, aber angesichts seiner Struktur ist er wahrscheinlich eine megalithische Konstruktion vom Ende des 2. Jahrtausends v. Chr.
Der Dolmen ist von Menhiren und anderen Megalithanlagen umgeben. Einer ist der Dolmen von Lo Pou, der in einem Feld von wirr umherliegenden großen Steinen eine eingetiefte, etwa quadratische Kammer bildet, deren Deckstein fehlt. Drei Seiten bestehen aus großen Blöcken, von denen einer besonders hoch aufragt; die vierte wurde mit kleineren Steinen ergänzt.
Pla del Bosc ist ein spitzer, phallischer Menhir aus Granit in der Nähe.